# Grado di dissociazione
Si definisce grado di dissociazione, simboleggiato dalla lettera greca {\displaystyle {\boldsymbol {\alpha }}}, il rapporto tra la quantità di sostanza dissociata {\displaystyle n_{\mathrm {d} }} e la quantità di sostanza inizialmente presente {\displaystyle n_{0}} (entrambe misurate in moli):
{\displaystyle \alpha ={\frac {n_{\mathrm {d} }}{n_{0}}}}
Questa grandezza adimensionale viene utilizzata per descrivere l'effettivo comportamento di un elettrolita debole che in soluzione si dissocia parzialmente o nel caso della dissociazione termica dei gas.
Il grado di dissociazione è legato al coefficiente di van 't Hoff (o "fattore di dissociazione") {\displaystyle i} dalla relazione
{\displaystyle i=1+\alpha (\nu -1)},
in cui {\displaystyle \nu } rappresenta il numero di moli formate dalla dissociazione di ogni mole di sostanza, ricavabile dalla relazione stechiometrica.
Il grado di dissociazione è funzione della temperatura e della pressione.
Il grado di dissociazione può assumere valori compresi tra 0 e 1, dove il valore zero corrisponde a un non elettrolita o assenza di dissociazione e il valore 1 è il grado di massima dissociazione (teoricamente a diluizione infinita). In riferimento a 100 moli iniziali di sostanza, {\displaystyle \alpha } può essere espresso in termini percentuali (in quest'ultimo caso assumerà valori tra 0 e 100).

## Relazione con la costante di dissociazione

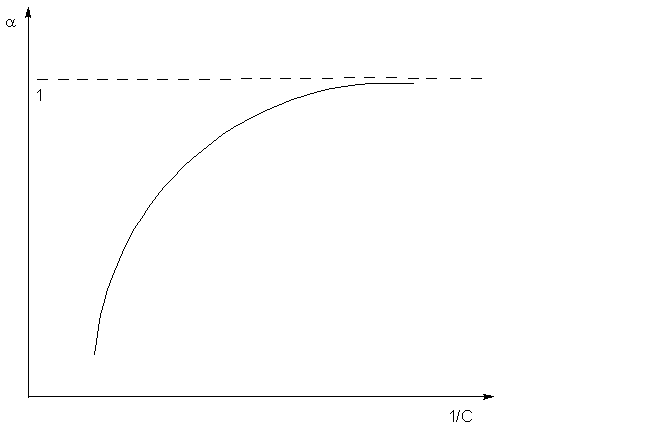
Andamento del grado di dissociazione, α, in funzione della diluizione 1/C. A diluizione infinita, α tende ad 1 (dissociazione totale).

Consideriamo, per esempio, la generica reazione di dissociazione di un acido debole:
{\displaystyle {\ce {HA\rightleftharpoons {H^{+}}+A^{-}}}}
Possiamo schematizzare le quantità delle varie specie chimiche, presenti nelle diverse fasi della reazione, utilizzando la seguente tabella:
|                                 | HA       | H+    | A-    |
| ------------------------------- | -------- | ----- | ----- |
| Moli iniziali                   | n0       | 0     | 0     |
| Variazione di moli per reazione | - αn0    | + αn0 | + αn0 |
| Moli all'equilibrio             | n0 - αn0 | αn0   | αn0   |

Le varie concentrazioni molari (C) risultano:
{\displaystyle [HA]={\frac {n_{0}(1-\alpha )}{V}}=C(1-\alpha )}
{\displaystyle [A^{-}]={\frac {\alpha n_{0}}{V}}=\alpha C}
{\displaystyle [H^{+}]={\frac {\alpha n_{0}}{V}}=\alpha C}
calcolando la costante di dissociazione, {\displaystyle K_{\mathrm {a} }}, si ottiene:
{\displaystyle K_{\mathrm {a} }={\frac {[A^{-}][H^{+}]}{[HA]}}={\frac {\alpha C\alpha C}{C(1-\alpha )}}={\frac {\alpha ^{2}C}{1-\alpha }}}
Allo stesso modo è possibile mettere in relazione la costante di dissociazione basica, {\displaystyle K_{\mathrm {b} }}, con il grado di dissociazione dell'elettrolita o la costante di dissociazione termica di un gas con il grado di dissociazione del gas stesso.
{\displaystyle \alpha } è un parametro facilmente calcolabile tramite misure pratiche di conduttività ionica o sfruttando le proprietà colligative.